# Briquemesnil-Floxicourt
Briquemesnil-Floxicourt é uma comuna francesa na região administrativa de Altos da França, no departamento de Somme. Estende-se por uma área de 7,35 km². Em 2010 a comuna tinha 297 habitantes (densidade: 40,4 hab./km²).